# Comuna Thyholm
Thyholm (Thyholm Kommune) a fost o comună din comitatul Ringkjøbing Amt, Danemarca, care a existat între anii 1970-2006. Comuna avea o suprafață totală de 76,24 km² și o populație de 3.582 locuitori (în 2006), iar din 2007 teritoriul său face parte din comuna Struer.